# Hubert Sarton
Pour les articles homonymes, voir Sarton (homonymie).
Hubert Sarton, né le 3 novembre 1748 à Liège  et mort le 18 octobre 1828 dans la même ville, est un inventeur et horloger liégeois.
Ce fut un chercheur infatigable et il est à l'origine de nombreuses « inventions ». Il faut citer entre autres la montre automatique à rotor, par un dépôt à l'académie française des sciences le 23 décembre 1778, invention qui fut aussi attribuée à Abraham Louis Perrelet par Alfred Chapuis en 1952.
Il fut également premier mécanicien-horloger à la cour du prince-évêque François-Charles de Velbrück.

## Biographie
Sarton montre dès l'enfance un vif intérêt pour la mécanique et la science. Son oncle et parrain Dieudonné Sarton le forme dès 1762 à l'horlogerie. En 1768, Sarton se rend à Paris pour parfaire sa formation en horlogerie. Il travaille également pour Pierre Le Roy, le fils aîné de Julien Le Roy, horloger du roi Louis XVI. Après avoir obtenu le titre de maître-horloger, il retourne en 1772 à Liège et s'y installe définitivement.
Sarton fut horloger du duc Charles-Alexandre de Lorraine, gouverneur général des Pays-Bas autrichiens et travailla pendant de nombreuses années au service du prince-évêque de Liège François-Charles de Velbrück qui était son patron et mécène.
Sarton écrit une série de mémoires et traités sur la construction de machines pour l'extraction du charbon, ainsi que des moulins à vent et des machines hydrauliques pour le drainage des polders néerlandais.
Il eut huit enfants, dont trois fils qui furent également horlogers et Barbe Sarton mère du géologue liégeois André Hubert Dumont.

## Invention de la montre automatique à rotor
Il y a un débat sur l'invention de la montre automatique à rotor, débat ravivé par le livre de Joseph Flores paru en 2001, réédité par l'AFAHA en 2009

## Ouvrages littéraires
- Manière de se servir du cadran manuel de l'équation du temps, Liège, Impr. de Josse & Déjosez, 1789, (OCLC 82730905)
- Hommage de Hubert Sarton ... à ses concitoyens, amis des arts et des sciences, etc, Liège, Impr. de J. A. Latour, 1822, (OCLC 503703170)
- Des Échelles mobiles dites « Fahrkunst » ; leur inventeur Hubert Sarton, Liège, F. Renard, 1860, (OCLC 458962180)